# Kazimierz Prochownik
Kazimierz Hugo Franciszek Prochownik (ur. 22 lutego 1886, zm. 30 października 1941 w ZSRR) – kapitan rezerwy inżynierii i saperów Wojska Polskiego.

## Życiorys
Urodził się 22 lutego 1886 jako syn Franciszka. Po zakończeniu I wojny światowej, jako były oficer c. i k. armii dekretem Naczelnego Wodza Wojsk Polskich Józefa Piłsudskiego z 3 kwietnia 1919 został przyjęty do Wojska Polskiego i zatwierdzony do stopnia podporucznika ze starszeństwem z dniem 1 listopada 1914. Brał udział w wojnie polsko-bolszewickiej. Został awansowany na stopień kapitana w korpusie oficerów kolejowych ze starszeństwem z 1 czerwca 1919. W 1923 jako oficer nadetatowy 1 pułku kolejowego, a po przemianowaniu w 1924 1 pułku saperów kolejowych w Krakowie, był przydzielony do Wojskowego Wydziału Kolejowego przy Dyrekcji Kolejowej. W 1928 pozostawał oficerem 1 pułku saperów Kolejowych. W wyborach samorządowych 1933 uzyskał mandat radnego Rady Miasta Krakowa. W 1934 jako oficer rezerwy inżynierii i saperów był przydzielony do Oficerskiej Kadry Okręgowej nr V jako oficer reklamowany na 12 miesięcy i pozostawał wówczas w ewidencji Powiatowej Komendy Uzupełnień Kraków Miasto. W tym roku pełnił stanowisko szefa kolejowego Przysposobienia Wojskowego w okręgu krakowskim.
Po wybuchu II wojny światowej 1939, kampanii wrześniowej i agresji ZSRR na Polskę z 17 września 1939 został aresztowany przez Sowietów. Był przetrzymywany w obozie w Kozielsku, a po 1940 był osadzony w obozie jenieckim NKWD w Griazowcu. Na mocy układu Sikorski-Majski z 30 lipca 1941 odzyskał wolność, po czym wstąpił do formowanej Armii Polskiej w ZSRR gen. Władysława Andersa. Zmarł 30 października 1941. Został pochowany na cmentarzu wojskowym w Tockoje.

## Ordery i odznaczenia
- Krzyż Walecznych
- Złoty Krzyż Zasługi (13 maja 1933)[16]
- Medal Niepodległości (16 września 1931)[17]